# 英华自主中学
英华自主中学（英文：Anglo-Chinese School (Independent)，简称ACS）是新加坡和印度尼西亚英华学校7所属校之一。英华自主中学的前身为英华初级中学，现址位于新加坡杜佛路121号。作为新加坡名列前茅的数所名校之一，英华自主中学获得了新加坡教育部颁发的卓越学校奖（School Excellence Award）以及杰出学校奖（School Distinguished Award）这两个最高荣誉。

## 历史

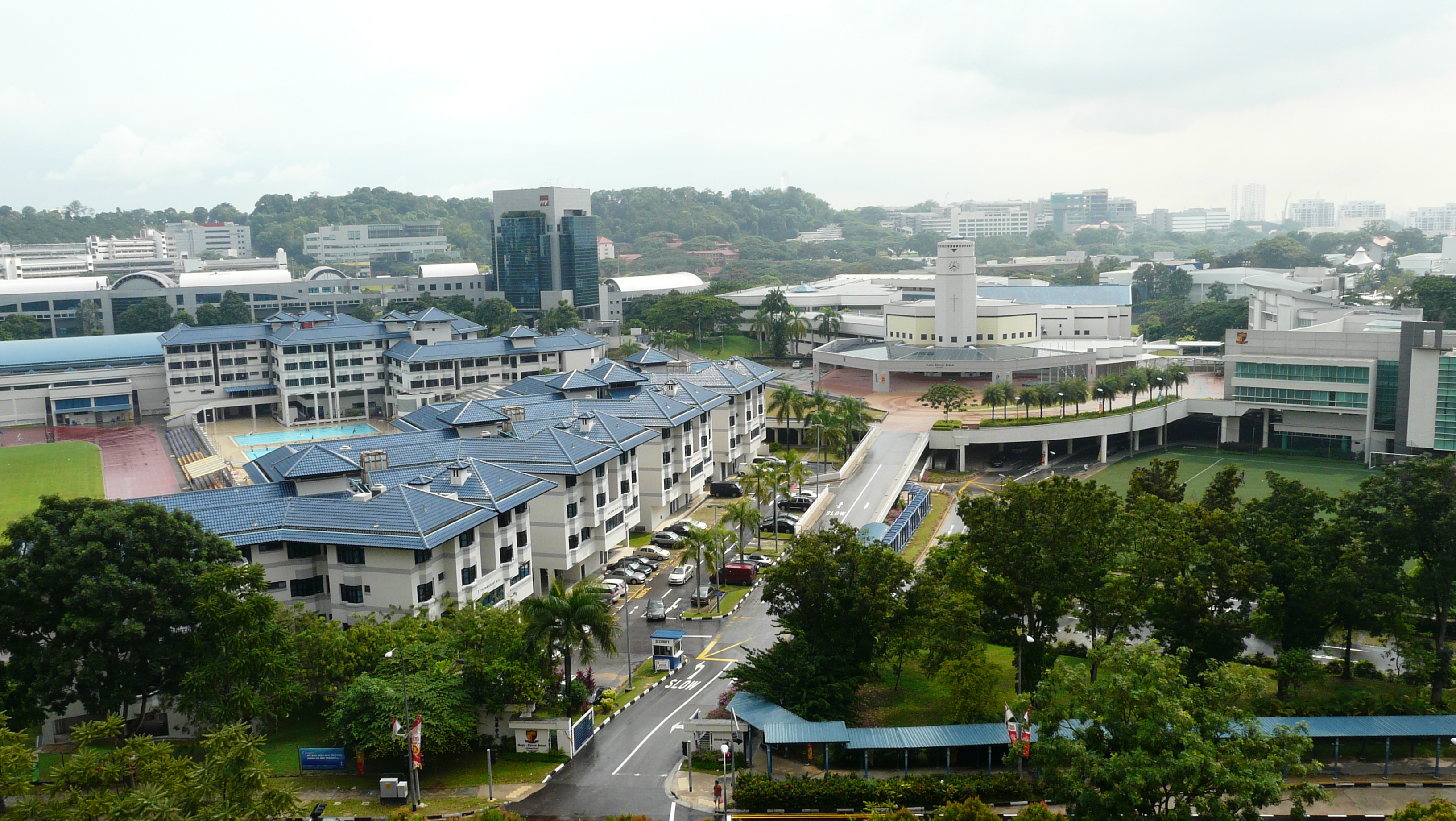
校园鸟览图。从左到右为运动场、宿舍、旧教学楼、IB教学楼

1987年，新加坡教育部授予位于巴克路（Barker Road）的英华初级中学（即英华自主中学的前身）“自主学校”的权利。因此，学校管理委员会在1987年至1989年规划了位于现址的新校，并举行了数次筹款活动。英华自主中学新校区的奠基仪式于1989年3月1日的校庆日举行。1992年，学校搬迁完毕，并在学校的第107个校庆日由时任新加坡财政部长的胡赐道博士宣布正式开放。2008年为庆祝英华自主中学成立20周年，学校发行了一批限量版邮票。

## 教育历程

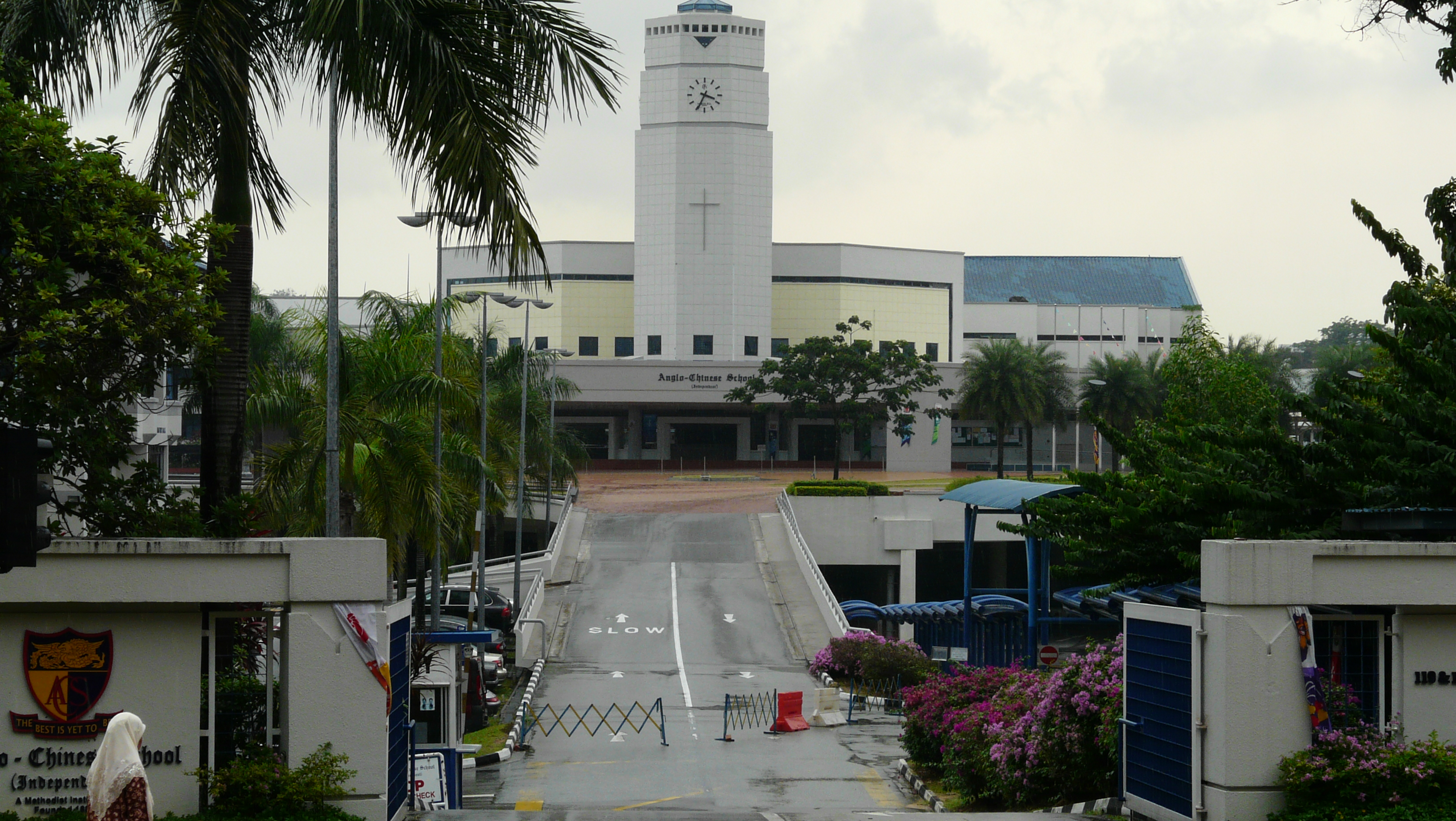
钟楼，标志性建筑物

## 校长
王德进博士(Dr.Ong Teck Chin), 1992-2010. 牛津大学生物及教育博士。曾获得新加坡杰出青年银奖。
Winston Hodge先生(2011–2018)。
Arene Koh先生(2019–至今)。

## 宿舍

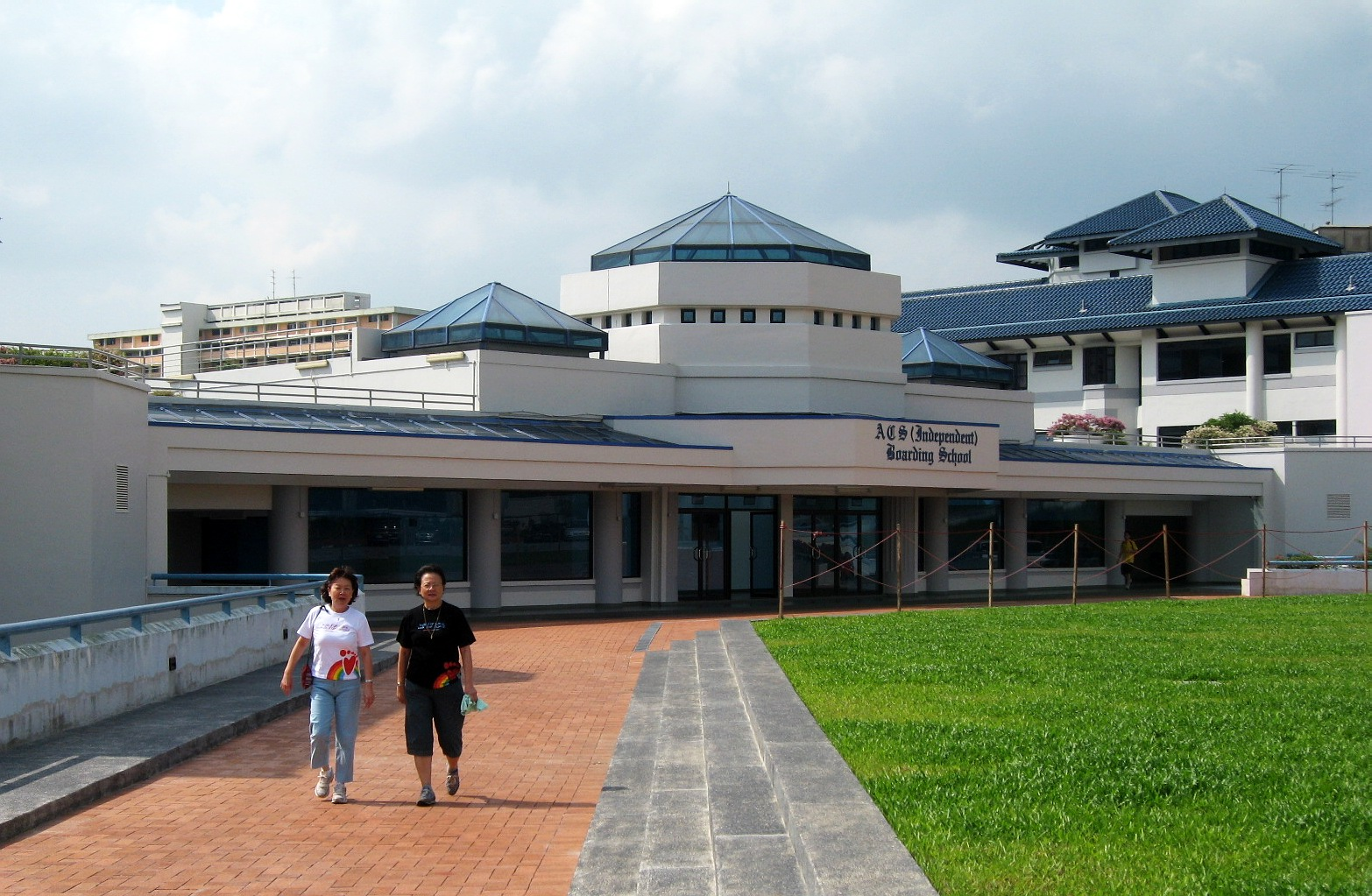
英华自主中学的宿舍

## 成绩

### 体育竞赛

#### 全国校际锦标赛冠军
下表列出了英华自主中学自1989年以来（甲组各项比赛自2007年以来）在全国校际锦标赛中所获得的冠军。其中甲组相当于十一、十二年级，乙组相当于九、十年级，丙组相当于七、八年级。
| - 气手枪 - 乙组: 2006 - 气步枪 - 丙组: 2003 - 羽毛球 - 丙组: 1996, 1997 - 乙组: 1992, 1993, 1994, 1995, 1998 - 保龄球 - 丙组: 1995, 1996, 1997, 1998, 2004, 2008 - 乙组: 1995, 1996, 1998, 2004, 2005, 2006 - 皮划艇 - 丙组: 2000, 2004 - 乙组: 2000, 2004, 2006, 2007, 2008 - 甲组: 2008 - 板球 - 丙组: 1996, 2000, 2003, 2004, 2005, 2006, 2008 - 乙组: 2003, 2006, 2007, 2008 | - 高尔夫 - 丙组: 2008 - 十五人橄榄球 - 丙组: 1993, 1995, 1997, 1998, 1999, 2000, 2001, 2002, 2003, 2004, 2005, 2006, 2007, 2008 - 乙组: 1997, 1998, 1999, 2000, 2001, 2002, 2003, 2007, 2008 - 甲组: 2008 - 帆船 - 丙组: 1999, 2000, 2001,2004, 2006 - 乙组: 1996, 1998, 1999, 2000, 2001, 2004, 2006, 2008 - 乙组: 2008 - 垒球 - 丙组：2017 - 乙组: 2006, 2007 - 壁球 - 丙组: 2002, 2003, 2004, 2005, 2006, 2007, 2008 - 乙组: 2003, 2006, 2007 - 甲组: 2007, 2008 | - 游泳 - 丙组: 1993, 1994, 1995, 1996, 1997, 1998, 2003, 2004, 2007 - 乙组: 1993, 1994, 1995, 1996, 1997, 1998, 2004, 2005, 2006 - 网球 - 丙组: 1991, 1992, 1993, 1995, 1996, 1997, 1998, 2000, 2001, 2004, 2005 - 乙组: 1993, 1995, 1996, 1997, 2002, 2003, 2005, 2007 - 甲组: 2008 - 水球 - 丙组: 1992, 1993, 1996, 1997, 1998, 2005, 2008 - 乙组: 1992, 1993, 1997, 1998, 1999, 2000, 2005, 2006 - X-Country长跑 - 丙组 - 乙组: 2004 |

## 著名校友
- 陳奐仁：香港樂壇的唱作歌手
- 林俊傑：新加坡歌手
- 覃炳鑫：修正派歷史學家、曾任英華中學老師